# نورمان فوستر (مغني)
نورمان فوستر (بالإنجليزية: Norman Foster)‏ هو مغني ومغني أوبرا أمريكي، ولد في 8 يناير 1925 في بوسطن في الولايات المتحدة، وتوفي في 16 مارس 2000 في هامبورغ في ألمانيا.

## وصلات خارجية
- نورمان فوستر على موقع IMDb (الإنجليزية)
- نورمان فوستر على موقع ميوزك برينز (الإنجليزية)
- نورمان فوستر على موقع ديسكوغز (الإنجليزية)
- نورمان فوستر على موقع قاعدة بيانات الفيلم (الإنجليزية)